# Stadtbau Regensburg
Die Stadtbau-GmbH Regensburg (Stadtbau) ist eine 100%ige Tochter der Stadt Regensburg. Sie unterhält eine Geschäftsstelle im Stadtgebiet von Regensburg, worauf sich auch der gesamte Objektbestand konzentriert. Hier ist sie „größte“ Anbieterin von Mietwohnungen; etwa 8 % des Gesamtbestandes 93.500 Wohnungen in der Stadt Regensburg werden über das kommunale Wohnungsunternehmen als Mietwohnungen angeboten. Der Wohnungsbestand der Gesellschaft setzt sich zu 62 % aus Wohnungen ohne Mietpreisbindung und zu 38 % aus Wohnungen mit Preisbindung zusammen.

## Geschichte
Die Gesellschaft ist seit ihrer Gründung 1921 für die Erhaltung und Verbesserung der Wohn- und Lebensbedingungen in Regensburg, vorrangig durch eine sichere und sozial verpflichtete Wohnungsversorgung breiter Schichten der Bevölkerung, zuständig.

## Kerntätigkeit
- Verwaltung und Bewirtschaftung des eigenen Haus- und Grundbesitzes
- Verwaltertätigkeit für Wohnungseigentümergemeinschaften und sonstige Immobilieneigentümer
- Bautätigkeit im Anlagevermögen
- Tätigkeit als Sanierungsträger der Stadt Regensburg
- Technische und wirtschaftliche Baubetreuung für Dritte

## Projekte
- WAL (Wohnen in allen Lebensphasen)

„Wohnen in allen Lebensphasen“ ist ein modellhaftes Bauprojekt der Stadtbau als Reaktion auf den demografischen Wandel. Das gemeinschaftliche, generationenübergreifende Wohnen steht hier im Vordergrund.
- IQ (IQ Modellvorhaben Innerstädtische Wohnquartiere)

Stärkung der Wohnfunktion innerhalb der Rahmenplanung für „Innerer Osten“ der Stadt Regensburg. 40.000 m² Gewerbefläche werden als Wohnflächenpotenzial definiert. Freizeit- und Sportflächen der Bundeswehr werden zu Freizeit- und Sportflächen für die Bewohner und die Öffentlichkeit umgestaltet.
Außerdem erfolgt die Vernetzung des Quartiers und der umliegenden Gebiete mit Rad- und Fußwegverbindungen.
- LWQ (Lebendige Wohnquartiere für Jung und Alt)

Der damalige Innenminister und spätere Ministerpräsident Günther Beckstein startete 2005 gemeinsam mit Oberbürgermeister Hans Schaidinger in Regensburg das erste von insgesamt neun bayerischen Modellvorhaben. Das Ziel war, eine deutliche Steigerung der Wohn- und Lebensqualität durch eine attraktive Wohnungs- und Umfeldgestaltung.
Die Oberste Baubehörde im Bayerischen Staatsministerium des Innern stellte bis Ende 2009 insgesamt 24,6 Millionen Euro aus Mitteln des experimentellen Wohnungsbaus für die Modellquartiere in den Städten Augsburg, Bayreuth, Dachau, Deggendorf, Neu-Ulm.